# مهاراج کریشان کاوشیک
مَهاراج کریشان کاوشیک (انگلیسی: Maharaj Krishan Kaushik؛ (زادهٔ ۲ مهٔ ۱۹۵۵ – درگذشتهٔ ۸ مهٔ ۲۰۲۱) بازیکن هاکی روی چمن اهل هند بود.
وی به‌همراه تیم ملی هاکی روی چمن مردان هند به قهرمانی بازی‌های المپیک تابستانی ۱۹۸۰ دست پیدا کرده‌ بود.